# 半抱茎风毛菊
半抱茎风毛菊（学名：Saussurea semiamplexicaulis）为菊科风毛菊属的植物，为中国的特有植物。分布于中国大陆的云南等地，生长于海拔2,700米的地区，常生长在山坡草地，目前尚未由人工引种栽培。